# Tim McCanlies
Tim McCanlies (født 1953) er en amerikansk filminstruktør og manuskriptforfatter. Han har vakt opmærksomhed for sit arbejde ved skrive og instruere Secondhand Lions, og skrev manuskriptet til Drengen og Jernkæmpen og Dennis the Menace Strikes Again.
McCanlies gik på high school i Bryan, Texas og tog nogle college-niveau kurser på det nærliggende Texas A & M University. I 1971 flyttede han til Austin og blev indskrevet på University of Texas med hovedfag i Radio/TV-Film . Efter et par år, blev han overført tilbage til Texas A & M. I 1975 flyttede han til Dallas, hvor han arbejdede som politibetjent og tog filmkurser på Southern Methodist University.
McCanlies arbejdede for Walt Disney Studios i 1980'erne og skrev for alle de store filmstudier på et eller andet tidspunkt. McCanlies fik sin debut som instruktør med sin egen independant-producerede film Dancer, Texas Pop. 81 i 1998.